# دانشگاه کریتون
دانشگاه کریتون (انگلیسی: Creighton University) یک دانشگاه وابسته به انجمن عیسی است که در اوماها نبراسکا قرار دارد. این دانشگاه در سال ۱۸۷۸ بنیان نهاده‌شد. این دانشگاه بیش از هشت هزار دانشجو را در فضایی ۱۴۰ هکتاری در نزدیکی مرکز شهر اوماها، میزبانی می‌کند. کالج‌ها و دانشکده‌های کریتون به رشته‌هایی مثل تجارت، هنر، دندانپزشکی، پزشکی، پرستاری، داروسازی، حقوق و آموزش نظامی می‌پردازند. درصد پذیرش این دانشگاه، ۷۲٫۷٪ است.